# Cratera assu
Cratera assu ist eine Art der Landplanarien in der Gattung Cratera, die in Brasilien gefunden wurde.

## Merkmale
Cratera assu hat eine Länge von 50 bis 65 Millimetern und eine Breite von 3 bis 3,5 Millimetern. Der Körper verjüngt sich vom Pharynx zum abgerundeten Vorderende hin. Die Rückenseite ist konvex, die Bauchseite flach. Die Rückenfärbung variiert von kastanienbraun bis schwarz, wobei die Körperränder gelblich orange bis grau gefärbt sind. Die Bauchfärbung variiert von sandgelb bis elfenbeinfarben. Im vorderen Bereich befinden sich viele Augen in einer Reihe um die Vorderspitze, weiter hinten verteilen sie sich auch zu Rücken hin, auf beiden Seiten auf die beiden äußeren Drittel.
Zum Kopulationsapparat gehört eine permanente Penispapille mit einem breiten Ejakulationskanal, der fast die gesamte Papille einnimmt und der beispielsweise bei der äußerlich ähnlichen Art Cratera cryptolineata wesentlich enger ist. Die Testikel liegen rückenseitig.

## Etymologie
Das Artepitheton assu leitet sich von der Tupi-Sprache ab, die an der Atlantikküste Brasiliens gesprochen wurde. Es bedeutet groß und bezieht sich auf die große Erweiterung des Ejakulationskanals.

## Verbreitung
Die Art wurde in der Serra da Bocaina im brasilianischen Bundesstaat São Paulo gefunden.